# Allan Brewer Carías
Allan Randolph Brewer Carías (Caracas, Venezuela, 1939) es un abogado venezolano y profesor universitario, quien fue ministro durante el gobierno de Ramón J. Velásquez.

## Biografía
Se graduó como abogado en 1962 y como doctor en derecho 1964 en la Universidad Central de Venezuela con menciones summa cum laude. Desde 1963 fue profesor en la universidad, donde entre 1978 y 1998 se desempeñó como jefe de la cátedra de derecho administrativo, jefe del departamento de derecho público y director del instituto de derecho público. Actualmente es profesor jubilado.
Igualmente, entre fue profesor visitante y profesor de postgrado en la Universidad de Cambridge, profesor de postgrado en las universidades de Paris II, del Rosario y del Externado de Colombia, y tanto profesor visitante como profesor adjunto de derecho en la Columbia Law School.
Fue Miembro del Junta Directiva del Instituto Interamericano de Derechos Humanos con sede en Costa Rica; fue Vicepresidente de la Academia Internacional de Derecho Comparado, con sede en La Haya, de la cual fue Vicepresidente (1982-2010); es Miembro de la Academia de Ciencias Políticas y Sociales de Venezuela, de la cual fue su Presidente (1997-1999); y es Miembro Correspondiente Extranjero o Miembro Honorario de la Academia Nacional de Derecho y Ciencias Sociales de Córdoba, Argentina (1992); de la Academia Colombiana de Jurisprudencia, Bogotá, Colombia (1996); de la Real Academia de Jurisprudencia y Legislación, Madrid, España (2008); de la Academia Chilena de Ciencias Políticas, Sociales y Morales, Santiago de Chile (2011);  de la Academia Peruana de Derecho (2011); y de la Real Academia Hispanoamericana de Historia Ciencias y Artes, Cádiz (2016).
Desde 1980 es el director de la Revista de Derecho Público de Venezuela, y tiene una extensa obra escrita en más de 170 libros y más de 850 estudios monográficos en temas de derecho público (constitucional y administrativo), administración pública e historia institucional y constitucional.
En 1981 recibió el Premio Nacional de Ciencias (1981) de Venezuela, por su obra y trayectoria en el mundo del derecho y ciencias sociales. En Venezuela fue consultor jurídico adjunto del Ministerio de Justicia, consultor jurídico del Consejo Supremo Electoral y presidente de la comisión de administración pública de la presidencia, además de senador por el Distrito Federal entre 1982 y 1986, Ministro de Estado para la descentralización entre 1993 y 1994 y miembro de la Asamblea Nacional Constituyente de 1999.
Desde 1995 se celebran las Jornadas Internacionales de Derecho Administrativo que llevan su nombre. En 2019 se creó el Premio de Derecho Público Allan Brewer Carías, de carácter bienal y otorgado por el Centro para la Integración y el Derecho Público, dirigido a reconocer el mejor trabajo en Derecho Público de Iberoamérica.

## Persecución política
Durante los sucesos del 11 al 14 de abril de 2002 en Venezuela, Brewer Carías fue llamado por Pedro Carmona al complejo militar de Fuerte Tiuna, en Caracas, donde le mostraron el proyecto del Acta de Constitución del Gobierno de Transición Democrática y Unidad Nacional, con el que estaba en total desacuerdo y la redacción del cual no participó. Sin embargo, en enero de 2005 Brewer Carías fue acusado por el gobierno de Hugo Chávez de "conspiración para alterar la Constitución por medios violentos" por su supuesto papel en la "discusión, preparación, redacción y presentación" del Decreto Carmona. Brewer Carías salió de Venezuela hacia Estados Unidos en septiembre del mismo año residenciándose en Manhattan, donde empezó a dar clases en la Universidad de Columbia. Autoridades venezolanas intentaron solicitar su extradición a Interpol.
En junio de 2006 se dictó un acto de procesamiento contra él y se ordenó su detención preventiva. En 2016 Allan Brewer Carías llevó su denuncia al Comité de Derechos Humanos. En 2021 el Comité de Derechos Humanos de la Organización de las Naciones Unidas ordenó al gobierno de Venezuela que anule el proceso contra Brewer Carias por el “decreto Carmona”.